# Comuna Bazar, Narodîci
Bazar (în ucraineană Базарська сільська рада) este o comună în raionul Narodîci, regiunea Jîtomîr, Ucraina, formată din satele Bazar (reședința), Kolosivka, Lîstvînivka, Rudnea-Bazarska și Velîki Minkî.

## Demografie
Componența lingvistică a comunei Bazar
     Ucraineană (98,03%)
     Rusă (1,8%)
     Alte limbi (0,16%)
Conform recensământului din 2001, majoritatea populației comunei Bazar era vorbitoare de ucraineană (98,03%), existând în minoritate și vorbitori de rusă (1,8%).